# 駐日サモア大使館
駐日サモア大使館（英語: Embassy of Samoa in Japan）は、サモアが日本の首都東京に設置している大使館である。在東京サモア大使館（英語: Embassy of Samoa in Tokyo）とも。

## 沿革
1962年1月1日、ニュージーランド委任統治領西サモアが西サモアとして独立し、1973年に日本と西サモアの間で外交関係が樹立される。1997年7月に西サモアが国名をサモア独立国に改称した後、2009年7月に駐日サモア大使館が開設された。

## 所在地
| 日本語   | 〒106-0041 東京都港区麻布台3-5-7 麻布アメレックスビル5階                 |
| 英語     | Azabu Amerex Bldg. 5th Floor, 3-5-7, Azabudai, Minato-ku, Tokyo 106-0041 |
| アクセス | 東京メトロ日比谷線・神谷町駅 or 東京メトロ南北線・六本木一丁目駅         |

2021年7月5日より、上記の住所で運営されている。2021年7月4日までの住所は「東京都中央区入船2-7-4 政光ビル3階」であった。

## 大使
2015年5月20日より、ファアラヴァアウ・ペリナ・ジャックリーン・シラ・ツアラウレレイが特命全権大使を務めている。